# Ван Кай
Ван Кай (кит. 王凯, род. июль 1962, Лоян, Хэнань) — китайский государственный и политический деятель, губернатор провинции Хэнань со 2 апреля 2021 года.
Ранее секретарь парткома КПК города Чанчунь (2019—2021), секретарь горкома КПК (2014—2017) и мэр города Юйлинь (2013—2014), мэр Учжоу (2008—2013).
Член Центрального комитета Компартии Китая 20-го созыва.

## Биография
Родился в июле 1962 года в городском округе Лоян, провинция Хэнань.
С сентября 1979 по октябрь 1983 года учился в Шаньсийском университете, по окончании получил диплом бакалавра в политической экономии и устроился преподавателем в Партийную школу города Цзиньчэн. В декабре 1983 года вступил в Коммунистическую партию Китая. С сентябре 1988 по июль 1991 года — студент очной формы обучения Китайского народного университета, диплом магистра основной специальности «политическая экономия».
В период с 1991 по 2001 гг. в основном работал в региональном подразделении Центральной комиссии КПК по проверке дисциплины. В апреле 2002 года переведён в Гуанси-Чжуанский автономный район заместителем мэра города Учжоу, в августе следующего года назначен заведующим Организационным отделом горкома КПК Учжоу — членом Постоянного комитета горкома КПК. В сентябре 2006 года повышен до заместителя главы горкома, с февраля 2008 года занимал должность мэра города по совместительству. В июне 2012 года защитил диссертацию в Уханьском университете, доктор философии (PhD) в экономике. В январе 2013 года перемещён заместителем секретаря парткома КПК города Юйлинь — мэром этого города по должности замглавы парткома, в следующем году назначен секретарём горкома КПК Юйлиня.
В ноября 2017 года вошёл в состав Постоянного комитета КПК Гуанси-Чжуанского автономного района, а в марте следующего года направлен на аналогичную должность в северо-восточную провинцию Цзилинь, где несколько позднее дополнительно возглавил Организационный отдел парткома КПК провинции. В апреле 2019 года занял позицию секретаря парткома КПК города Чанчунь.
2 апреля 2021 года решением 23-й сессии Постоянного комитета Собрания народных представителей провинции Хэнань назначен временно исполняющим обязанности губернатора провинции. Утверждён в должности губернатора на очередной сессии ПК СНП Хэнани. Данное назначение представляет собой довольно редкий случай в китайской партийно-государственной иерархии, когда на один из высших региональных постов провинции утверждается уроженец этой же провинции.